# 상승초등학교 봉오분교
상승초등학교 봉오분교(常勝初等學校 峰吾分校)는 대한민국 강원특별자치도 화천군에 있는 공립 초등학교이다.

## 학교 연혁
- 1966년 6월 2일 : 대성국민학교 봉오분실 개교
- 1967년 3월 1일 : 봉오국민학교 승격
- 2024년 3월 1일 : 상승초등학교 봉오분교로 개편
- 2025년 2월 28일 : 폐교[1] 및 상승초등학교 통폐합, 58년만에 폐교